# Miquel Esteve Valldepérez
Miquel Esteve Valldepérez (Móra la Nova, 1969) és un escriptor català.

## Biografia
Llicenciat en Ciències Econòmiques per la Universitat de Barcelona (UB), especialitat Matemática Financera i Actuarial. Postgraduat en Comerç Internacional també per la UB, graduat en Direcció Financera per Escola d'Alta Direcció i Administració.
Compagina les seves activitats en una empresa familiar agraria amb la docència, és professor de Matemàtiques i Economia a secundària. El deler per les humanitats i l'escriptura. el van dur a escriure.
Al 2019 guanya el Premi de Narrativa dels Premis Mallorca 2019 amb L'avi Antoni, Rimbaud i el monument al general Prim, ambientada entre Reus i França; que es publicà l'any següent amb el títol d'El misteri d'Arthur Rimbaud. Al 2020 guanya el Premi del Mèrit de les Lletres Ebrenques. El setembre del 2023 ha sortit al mercat "Amor sense món" en català i castellà, publicada per Editorial Navona. És la història d'amor entre els filòsofs Hannah Arendt i Martin Heidegger.

## Obra publicada[1]
- 2008: Heydrich i les agents del saló Kitty (XXV Premi Ribera d'Ebre de narrativa). Publicada en català per Cossetània
- 2009: El Baphomet i la taula esmaragda (XX Premi de Narrativa Vila d'Ascó). Publicada en català per Cossetània.[4]
- 2010: Llinatge. Publicada en català per Cossetània.[5][6]
- 2013: El joc de Sade. Publicada en català i castellà per Edicions B i en portuguès per Rocco Editores.[7]
- 2015: La fi dels secrets. Publicada en català i castellà per Edicions B
- 2018: No deixis mai de mirar el cel. Publicada en català per Columna Edicions.[8]
- 2020: El misteri d'Arthur Rimbaud (Premi Mallorca de Narrativa). Publicada en català per Univers Llibres.
- 2023: Amor sense món. Publicada en català i castellà per Navona Editorial (Barcelona).